# Gelson (football, 1982)
Pour les articles homonymes, voir Gelson.
Gelson Rodrigues de Souza dit Gelson est un footballeur brésilien né le 3 janvier 1982 à Juscimeira. Il occupe le poste d'avant-centre.

## Carrière
- 2003-2004 : AC Pistoiese ( Italie)
- 2004 : AC Bellinzone ( Suisse)
- 2005-2006 : FC Thoune ( Suisse)
- 2006-2007 : FC Chiasso ( Suisse)
- 2007 : FC Schaffhouse ( Suisse)
- 2008 : FC Locarno ( Suisse)
- 2008-2010 : APEP Pitsilia ( Chypre)
- 2010-2011 : Ethnikos Achna ( Chypre)
- 2011-2012 : Aris Limassol ( Chypre)